# Fragile (singolo Fiorella Mannoia)
Fragile è un singolo della cantante italiana Fiorella Mannoia, pubblicato nel 2001.

## Il brano
Fragile è il singolo apripista dell'omonimo album; è stato scritto e prodotto da Piero Fabrizi.

## Tracce
1. Fragile – 6:01 (Piero Fabrizi)